# María Gabriela Franco
María Gabriela Franco (15 de marzo de 1981) es una tiradora deportiva venezolana. En los Juegos Olímpicos de Sídney 2000 ocupó el 37º puesto en la prueba de pistola femenina de 25 metros y el 39.º en la de pistola de aire comprimido femenina de 10 metros.